# Martyniwka (przystanek kolejowy w obwodzie chmielnickim)
Martyniwka (ukr. Мартинівка) – przystanek kolejowy w miejscowości Martyniwka, w rejonie chmielnickim, w obwodzie chmielnickim, na Ukrainie. Położony jest na linii Odessa – Lwów.